# Ројал Сити (Вашингтон)
Ројал Сити (енгл. Royal City) град је у америчкој савезној држави Вашингтон. По попису становништва из 2010. у њему је живело 2.140 становника.

## Демографија
Према попису становништва из 2010. у граду је живело 2.140 становника, што је 317 (17,4%) становника више него 2000. године.
| Група             | 2000.         | 2010.         |
| Белци             | 369 (20,2%)   | 217 (10,1%)   |
| Афроамериканци    | 7 (0,4%)      | 26 (1,2%)     |
| Азијати           | 10 (0,5%)     | 19 (0,9%)     |
| Хиспаноамериканци | 1.426 (78,2%) | 1.899 (88,7%) |
| Укупно            | 1.823         | 2.140         |